# Las partículas elementales (película)
 Las Partículas elementales  es una película alemana de Oskar Roehler estrenada en 2006. Fue ganadora en 2006 de un Oso de Plata al mejor actor en el Festival Internacional de Cine de Berlín.
El film es una adaptación libre de la novela de Michel Houellebecq Las partículas elementales publicada en 1998.

## Argumento
Michael y Bruno son medio hermanos, pero viven de manera diametralmente opuesta. Cuando piensan que la suerte por fin se volvió a su favor al encontrar por fin el amor, sus parejas se enferman gravemente. Bruno y Michael deben escoger entre tener que vivir relaciones de pareja muy delicadas o volver a sus vidas de solitarios.

## Comentario
Aunque la novela de Michel Houellebecq constata el fracaso de la raza humana pervertida por el Hombre mismo, esta película, libremente adaptada de la obra, da un cierto perfume de esperanza. Un «optimismo» logrado debido en gran parte a la calidad de interpretación de los protagonistas que consiguen lo impensable apostando a obligar al espectador a ir más allá de la imagen deshumanizada que proyectan estos seres perdidos.

## Canciones
En la banda sonora, además de la música original compuesta por Martin Todsharow, suenan las canciones:
- Get It On, de T-Rex,
- American Pie, de Don MacLean,
- Without You, de Harry Nilsson,
- The Letter, de The Box Tops,
- Cocaine, de J.J. Cale,
- Storm, de Saint Pauli,
- It's All Over Now, Baby Blue, de Bob Dylan interpretada por Dr. Will.

- Datos: Q5605534